# Pithovirus sibericum
Pithovirus sibericum là một loài virus khổng lồ thuộc chi đơn loài Pithovirus. Chúng được biết đến như một chủng virus lây nhiễm amip. Đây là một loại virus DNA xoắn kép, và là thành viên của nhánh các virus DNA lớn nhân tế bào chất.

## Phát hiện và đặt tên

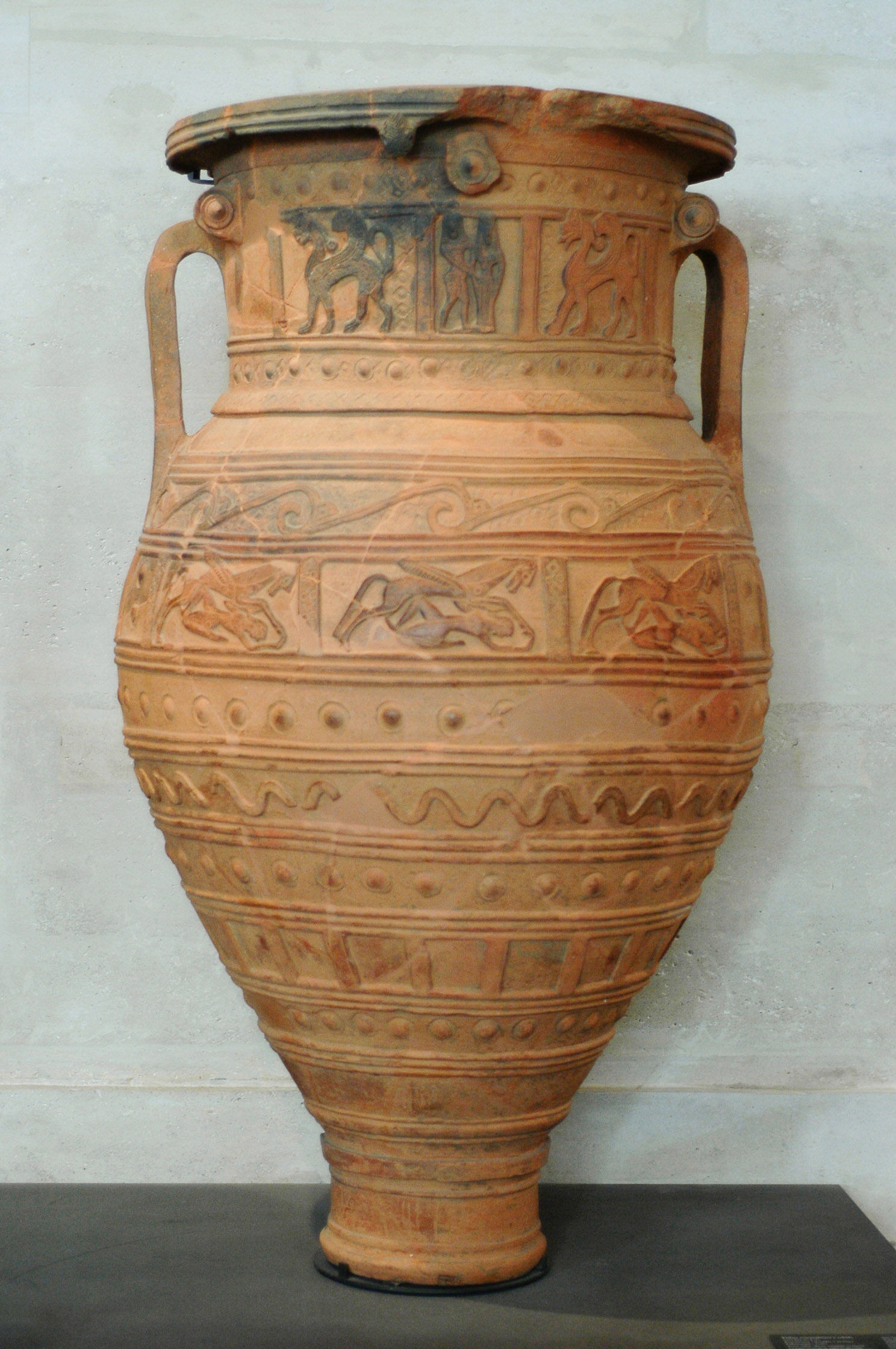
Pithos cao 1,6 mét ở Kríti

Pithovirus sibericum được mô tả lần đầu vào năm 2014 sau khi một mẫu vật đã được hồi sinh từ một lõi băng 30.000 năm tuổi thu thập từ tầng đất đóng băng vĩnh cửu, nằm dưới mặt băng 30 m của Siberia, nơi có nhiệt độ -13,5°C. Hai vợ chồng Jean-Michel Claverie & Chantal Abergel thuộc Đại học Aix-Marseille đứng đầu nhóm các nhà nghiên cứu thuộc Trung tâm nghiên cứu khoa học quốc gia Pháp làm tan băng sự đông cứng của virus và chứng kiến quá trình tái tạo của nó trên một chiếc đĩa nham thạch, nơi virus này xâm nhiễm một sinh vật đơn bào đơn giản.
Tên chi Pithovirus lấy từ gốc tiếng Hy Lạp Pithos chỉ những vật dụng có kích thước khá lớn dùng để đựng rượu và thức ăn của người Hy Lạp cổ đại, do hình dạng của nó giống cái lọ. Tên loài sibericum lấy theo tên vùng khám phá ra chúng.

## Miêu tả
Một mẫu vật Pithovirus dài khoảng 1,5 micrômét và đường kính 0,5 micrômet, làm cho nó là loài virus lớn nhất được tìm thấy cho tới nay. Nó lớn hơn 50% so với Pandoravirus, virus lớn nhất được biết đến trước đó, lớn hơn Ostreococcus, tế bào nhân chuẩn nhỏ nhất, mặc dù Pandoravirus có bộ gen virus lớn nhất, chứa 1,9 tới 2,5 megabase DNA. Loài virus này có một thành dày, hình bầu dục với một lỗ ở một đầu. Bên trong, cấu trúc của nó tương tự như tổ ong.
Bộ gen của P.sibericum có 467 gen khác biệt, so với virus cúm chỉ có 9 gen và có thể được nhìn thấy qua kính hiển vi quang học, không cần những kính hiển vi điện tử hiện đại khác.
Jean-Michel Claverie và Chantal Abergel, những người phát hiện ra virus này, cho rằng Pithoviruscó thể là một dấu tích của một nhóm lớn các ký sinh trùng săn đuổi những dạng sống thông thường trong lịch sử Trái Đất.